# Clonroche
Clonroche (iriska: Cluain an Róistigh) är en ort i republiken Irland.   Den ligger i grevskapet Loch Garman och provinsen Leinster, i den sydöstra delen av landet, 100 km söder om huvudstaden Dublin. Clonroche ligger 77 meter över havet och antalet invånare är 329.
Terrängen runt Clonroche är huvudsakligen platt, men åt nordväst är den kuperad.Runt Clonroche är det ganska glesbefolkat, med 26 invånare per kvadratkilometer. Närmaste större samhälle är Enniscorthy, 11,9 km nordost om Clonroche. Trakten runt Clonroche består i huvudsak av gräsmarker.